# Ramas septales posteriores de la arteria esfenopalatina
Cruzando la superficie inferior del esfenoides, la arteria esfenopalatina termina en el septo nasal como las ramas septales posteriores; estas se anastomosan con las arterias etmoidales y la rama septal del labial superior; una rama desciende en un surco en el vómer al canal incisivo y se anastomosa con la arteria palatina descendente. Las mismas irrigan la pared media del septo nasal.